# Lieinix christa
Lieinix christa is een vlindersoort uit de familie van de Pieridae (witjes), onderfamilie Dismorphiinae.
Lieinix christa werd in 1970 beschreven door Reissinger.